# Uta Taeger
Uta Taeger (* 12. Februar 1940 in Berlin) ist eine deutsch-französische Schauspielerin.

## Leben
Uta Taeger zog nach ihrem Schulabschluss nach Paris, wo sie von 1958 bis 1960 Schauspielerei am Cours Simon studierte. Bereits während ihrer Studienzeit spielte sie Theater und debütierte 1959 in kleinen Rollen in den Spielfilmen Die Hölle der Jungfrauen, Die nach Liebe hungern und Im Zeichen des Löwen. Sie spielte noch vereinzelt in Filmen wie Lieben Sie Brahms? und Lebe das Leben, und war häufiger auf der Theaterbühne zu sehen. 1982 gründete sie die Theatergruppe Le Théâtre de Procelaine.
Taeger war mit dem Musiker Jean-Claude Darnal (1929–2011) verheiratet. Sie ist die Mutter der Sängerin Julie Darnal und des Komponisten Thomas Darnal (* 1963).

## Filmografie (Auswahl)
- 1959: Die Hölle der Jungfrauen (Bal de nuit)
- 1959: Die nach Liebe hungern (Les dragueurs)
- 1959: Im Zeichen des Löwen (Le signe du lion)
- 1961: Lieben Sie Brahms? (Goodbye Again)
- 1967: Lebe das Leben (Vivre pour vivre)
- 1969: Erotissimo
- 1976: Ein Fall für Stein (Fernsehserie, 13 Folgen)
- 1978: Ohne Datenschutz (Le Dossier 51)
- 1979: Airport ’80 – Die Concorde (Airport ’80 – The Concorde)
- 1980: Operation Eiffelturm (The Hostage Tower)